# Armèn Sarkissian
Armèn Vardaní Sarkissian (en armeni: Արմեն Սարգսյան, nascut el 23 de juny de 1953 a Yerevan) és un polític armeni, President de la República d'Armènia entre el 9 d'abril de 2018 i gener de 2022.

## Biografia
Armèn Sarkissian va graduar-se a la Universitat Estatal de Yerevan i va completar els seus estudis en física teòrica i matemàtiques l'any 1978. Des del 1992 al 1996 va ocupar diferents càrrecs en ambaixades armènies. Va ser primer ministre d'Armènia entre el 1996 i el 1997. Va ser investit com a president d'Armènia el 9 d'abril de 2018 després de ser elegit per l'Assemblea Nacional d'Armènia per 90 vots de 101. El gener de 2022 va dimitir del càrrec, argumentant que "no té prou competències “per a influir en els temes més importants de l'estat, tant en política interior com exterior”."